# Trčkov Grič
Trčkov Grič je naselje v Občini Vrhnika. Ustanovljeno je bilo leta 2002 iz dela ozemlja naselja Zaplana. Leta 2015 je imelo 59 prebivalcev.